# Odezwa na wkroczenie wojsk polskich do Królestwa Kongresowego
Odezwa na wkroczenie wojsk polskich do Królestwa Kongresowego – odezwa wydana 10 sierpnia 1914 przez komendanta głównego Wojska Polskiego Józefa Piłsudskiego.
Opublikowana została w Krakowie jako druk ulotny, autorstwa Leona Wasilewskiego. Wzywała mieszkańców Królestwa Polskiego do czynnego wystąpienia przeciwko okupacji rosyjskiej. Powoływała się na zalecenia utworzonego w Warszawie Rządu Narodowego (który w rzeczywistości nigdy nie istniał), nakazującego podporządkowanie się rozporządzeniom Józefa Piłsudskiego. 